# Haplochromis sp. nov. 'small obesoid'
Haplochromis sp. nov.  'small obesoid é uma espécie de peixe da família Cichlidae.
É endémica do Uganda.